# خوصي لويس لوبيث أرانغورين
خوصي لويس لوبيث أرانغورين José Luis López Aranguren (ولد بآبلة في 9 يونيو 1909 وتوفي بمدريد في 17 أبريل 1996) فيلسوف و كاتب إسباني. يعتير من أكثر المفكرين تأثيرا في المجتمع الإسباني، خلال النصف الثاني من القرن العشرين. اشتغل كاستاذ للأخلاقيات بجامعة كمبلوتنسي بمدريد، و تركزت أعماله حول الدور الذي يجب أن يلعبه المثقفون في ظل مجتمعات تؤول نحو التصنيع المتزايد و اللاعدالة و تتسم بضمور إنسانيتها. أعمال أرانغورين تتسم بحمولة أخلاقية و سياسية و دينية، و تحذر من طغيان الأبعاد التقانية و السبرانية في المجتمعات المعاصرة، على حساب قيم التضامن و الإنسان.

## مؤلفاته[6]
- الفلسفة و الدين Filosofía y religión
- الأخلاقيات Ética
- الأخلاقيات و المجتمع Ética y sociedad
- الأخلاق و علم الاجتماع و السياسة Moral, sociología y política
- دراسات أدبية و سيرية ذاتية Estudios literarios y autobiográficos